# Elefantes de Cienfuegos
Los Elefantes de Cienfuegos fueron un equipo de béisbol profesional de Cuba, cuya franquicia radicaba en La Habana, actualmente se tiende a confundir y se les cataloga como representantes de la Provincia Cienfuegos, en los años jugados no existía una provincia en Cuba con ese nombre, solo el municipio Cienfuegos. Su eslogan fue "El paso del elefante es lento pero aplastante".
Debutaron en la Liga Cubana de Béisbol en la temporada 1926-1927 bajo el nombre de Petroleros de Cienfuegos. En la siguiente temporada el equipo no participó, pero en la 1928-29 volvió a competir hasta que en la 1930-31 desaparece nuevamente. A partir de 1939 se inician una serie de transformaciones en el club, haciendo que volviera a competir en la liga, luego en 1948 Florentino Pardo Gali adquiere el equipo y lo arrienda, desde entonces se decidió cambiar el nombre de Petroleros a Elefantes. Fueron campeones de la Serie del Caribe en dos oportunidades, 1956 y 1960.

## Títulos
- 1929-30
- 1945-46
- 1955-56
- 1959-60
- 1960-61